# Danh sách Thống đốc tỉnh hiện tại ở Argentina
Argentina được chia thành 23 tỉnh, mỗi tỉnh được cai trị bởi một thống đốc. Đất nước được tổ chức theo một hệ thống liên bang, vì vậy mỗi tỉnh có hiến pháp riêng, và quyền hạn và quy định của mỗi thống đốc khác nhau.
Buenos Aires không phải là một tỉnh, cũng không phải là một phần của tỉnh Buenos Aires. Bản sửa đổi Hiến pháp năm 1994 của Argentina đã biến nó thành một thành phố tự trị, với hiến pháp riêng, được cai trị bởi một thị trưởng được bầu.
Một thống đốc có thể bị chính phủ quốc gia loại bỏ trong trường hợp bất ổn lớn, hoặc nếu thống đốc hợp pháp đã bị loại bỏ bất hợp pháp, ví dụ, bởi một cuộc đảo chính. Các Chủ tịch Argentina sẽ hỏi trong trường hợp này đối với sự can thiệp của liên bang của tỉnh, phải được sự chấp thuận của Quốc hội Argentina.

## Danh sách các thống đốc
| Tỉnh                | Hình ảnh | Thống đốc                 | Đảng phái | Từ                   |
| ------------------- | -------- | ------------------------- | --------- | -------------------- |
| Buenos Aires        |          | María Eugenia Vidal       | PRO       | 10 tháng 12 năm 2015 |
| Thủ đô Buenos Aires |          | Horacio Rodríguez Larreta | PRO       | 9 tháng 12 năm 2015  |
| Catamarca           |          | Lucía Corpacci            | PJ        | 9 tháng 12 năm 2011  |
| Chaco               |          | Domingo Peppo             | PJ        | 10 tháng 12 năm 2015 |
| Chubut              |          | Mariano Arcioni           | PJ        | 10 tháng 12 năm 2015 |
| Córdoba             |          | Juan Schiaretti           | PJ        | 10 tháng 12 năm 2015 |
| Corrientes          |          | Gustavo Valdés            | UCR       | 10 tháng 12 năm 2009 |
| Entre Ríos          |          | Gustavo Bordet            | PJ        | 11 tháng 12 năm 2015 |
| Formosa             |          | Gildo Insfrán             | PJ        | 11 tháng 12 năm 1995 |
| Jujuy               |          | Gerardo Morales           | UCR       | 10 tháng 12 năm 2015 |
| La Pampa            |          | Carlos Verna              | FG        | 1 tháng giêng 2012   |
| Salta               |          | Juan Manuel Urtubey       | PJ        | 10 tháng 12 năm 2007 |
| San Juan            |          | Sergio Uñac               | PJ        | 10 tháng 12 năm 2015 |
| San Luis            |          | Alberto Rodríguez Saá     | PJ        | 10 tháng 12 năm 2015 |
| Santa Cruz          |          | Alicia Kirchner           | PJ        | 10 tháng 12 năm 2015 |
| Santa Fe            |          | Miguel Lifschitz          | PS        | 11 tháng 12 năm 2015 |
| Santiago del Estero |          | Claudia Ledesma Abdala    | FCS       | 10 tháng 12 năm 2013 |
| Tierra del Fuego    |          | Rosana Bertone            | PJ        | 17 tháng 12 năm 2015 |
| Tucumán             |          | Juan Luis Manzur          | PJ        | 29 tháng 10 năm 2015 |